# Осиновка (Дрибинский район)
Осиновка (бел. Асінаўка) — хутор (с 2016 года) в составе Михеевского сельсовета Дрибинского района Могилёвской области Республики Беларусь.

## Население
- 1999 год — 12 человек
- 2010 год — 1 человек
- 2018 год - 0 человек

Последняя жительница деревни умерла весной 2018 года.